# 四条駅
四条駅（しじょうえき）は、京都府京都市下京区二帖半敷町にある、京都市営地下鉄烏丸線の駅。駅番号はK09。

## 接続する鉄道路線
- 阪急電鉄（烏丸駅）[2]
  - 京都本線

## 歴史
- 1981年（昭和56年）5月29日：烏丸線の北大路駅 - 京都駅間開業に伴い[5]、駅開業[2][3][6]。
- 2007年（平成19年）4月1日：ICカード「PiTaPa」の利用が可能となる[5][6]。
- 2010年（平成22年）
  - 3月21日：駅改装工事の進捗により、北改札が改装前より約30メートル南側の現在地に移動。これに伴い、改札内店舗であった志津屋ベーカリーが改札外店舗となる。
  - 4月[7]：駅名標の下に、近隣施設の名称（大丸京都店）が広告として付記される[8]。
  - 4月22日：駅改装工事の進捗により、北改札きっぷ売り場が同日始発より、従来より約25メートル南側の現在地に移動[9]。これに伴い、掲示の運賃表が東西線各駅のものと、同一デザインのものに変更された。
  - 10月1日：駅ナカ商業施設「Kotochika四条」が開業（京都市交通局が運営する「Kotochika」の第1号）[9][10][11]。
- 2015年（平成27年）10月10日：始発より烏丸線ホームにて可動式ホーム柵を使用開始[12]。

## 駅構造
島式ホーム1面2線を有する地下駅で、ホームにはホームドア（可動式ホーム柵）が設置されている。国道367号（烏丸通）の地下、四条烏丸交差点の南側に位置する。
改札口は地下1階の南北に1箇所ずつと、駅ナカ商業施設「Kotochika四条」地下2階に入場専用改札が1箇所の計3箇所ある（ただしKotochika四条の改札は券売機がない）。阪急京都線烏丸駅との乗換は北側改札を利用することとなるが、ホームから阪急線改札との間にはやや距離がある（地下鉄線がこの駅のホームの北側で阪急烏丸駅の下をくぐっているためである）。
北改札口と南改札口を結ぶ改札外の地下通路には、京都市証明書発行コーナーと交通局定期券販売所がある。
トイレは南改札内にある。
2010年10月1日に、駅ナカ商業施設「Kotochika四条」が開業した。北側改札の地下1階コンコース部に5店舗、地下2階の空きスペースだった場所に3店舗が設けられている。同時に駅の案内サインも地下鉄東西線で使われているものに変更。ユニバーサルデザインのピクトグラムも導入されている。

### のりば
| のりば | 路線   | 方向 | 行先                           |
| ------ | ------ | ---- | ------------------------------ |
| 1      | 烏丸線 | 下り | 京都・竹田・近鉄奈良方面       |
| 2      | 烏丸線 | 上り | 烏丸御池・北大路・国際会館方面 |

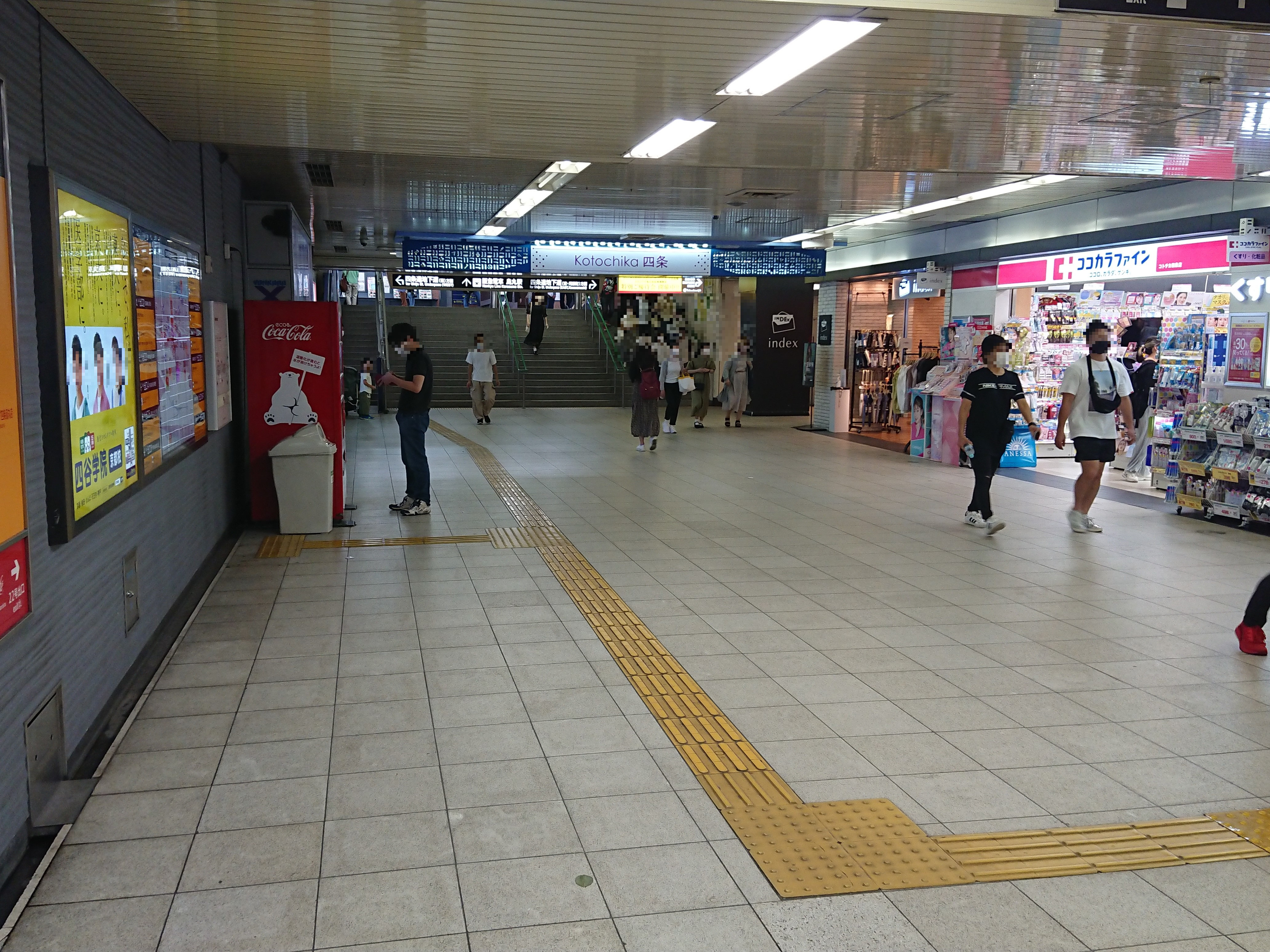
連絡通路（2021年6月。階段を上った先が阪急烏丸駅）
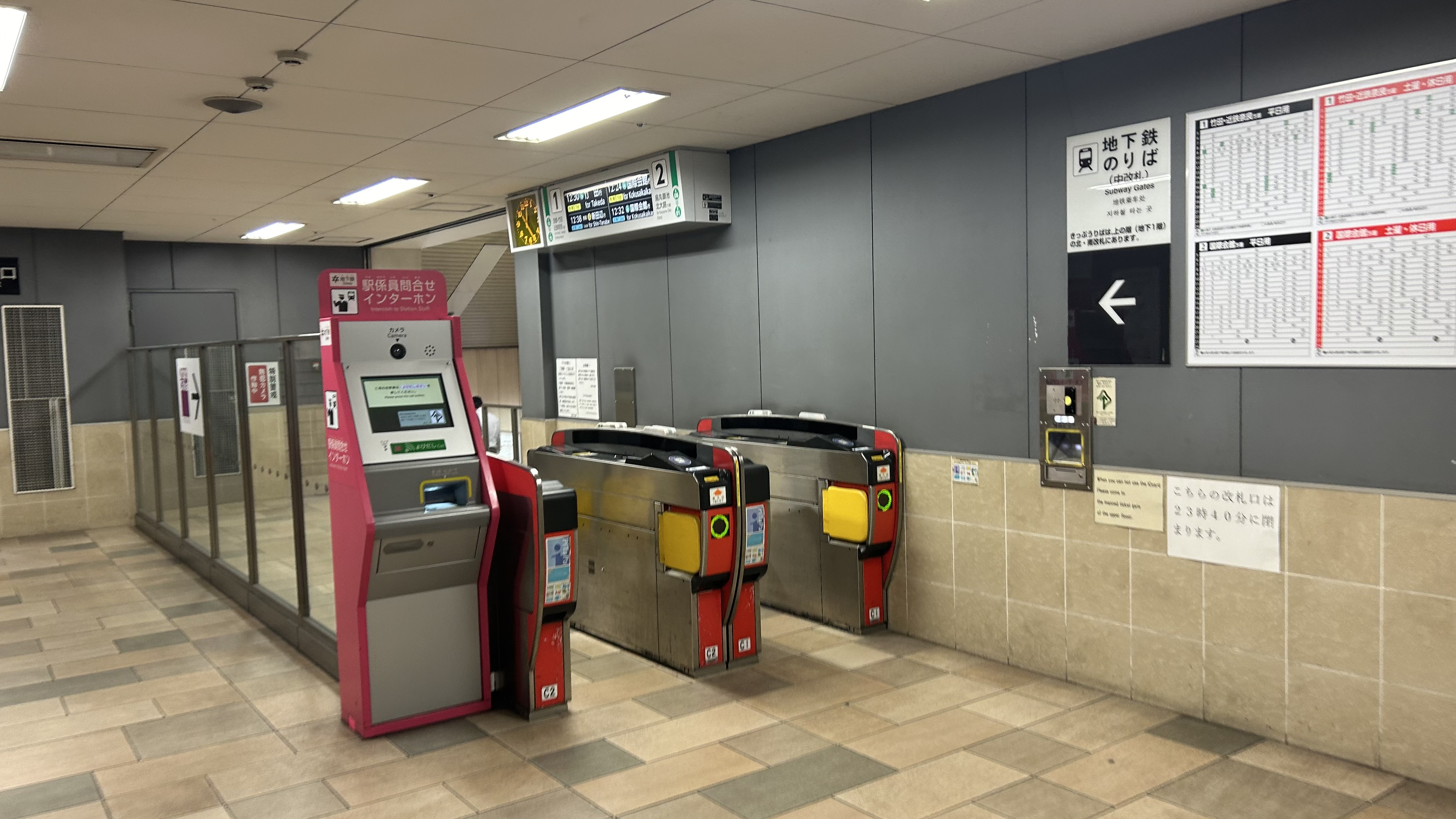
地下改札口
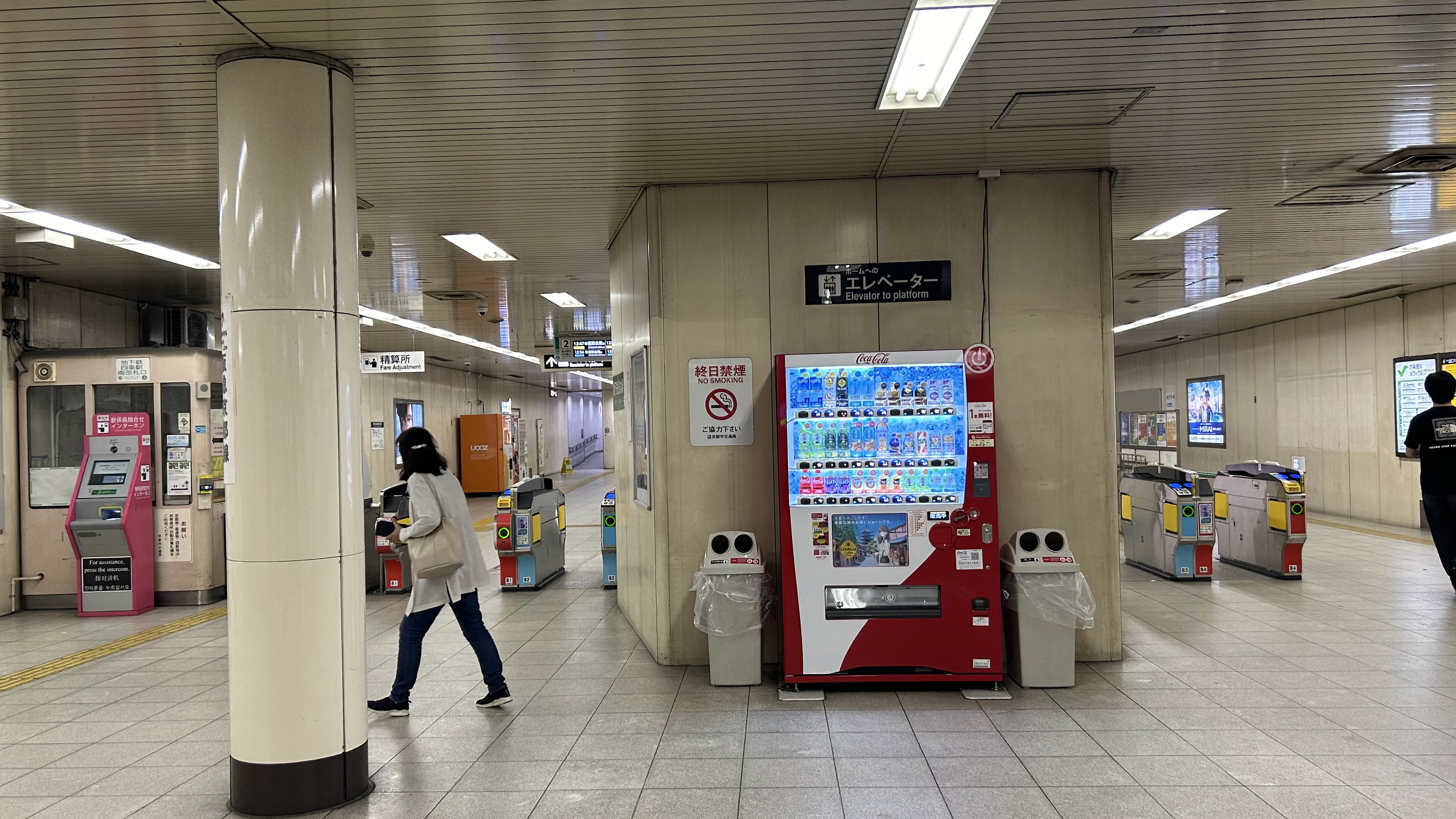
南改札口
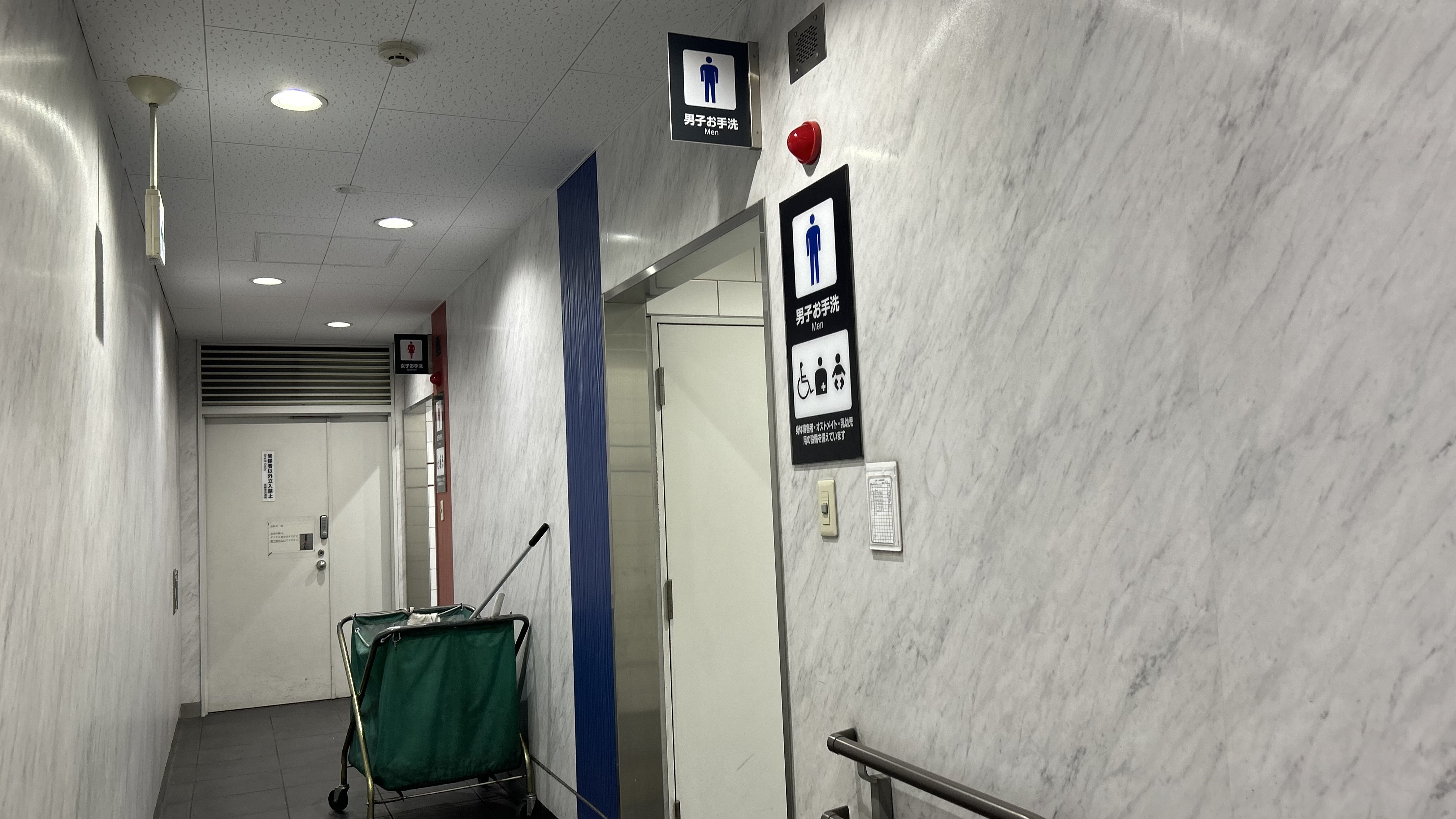
トイレ
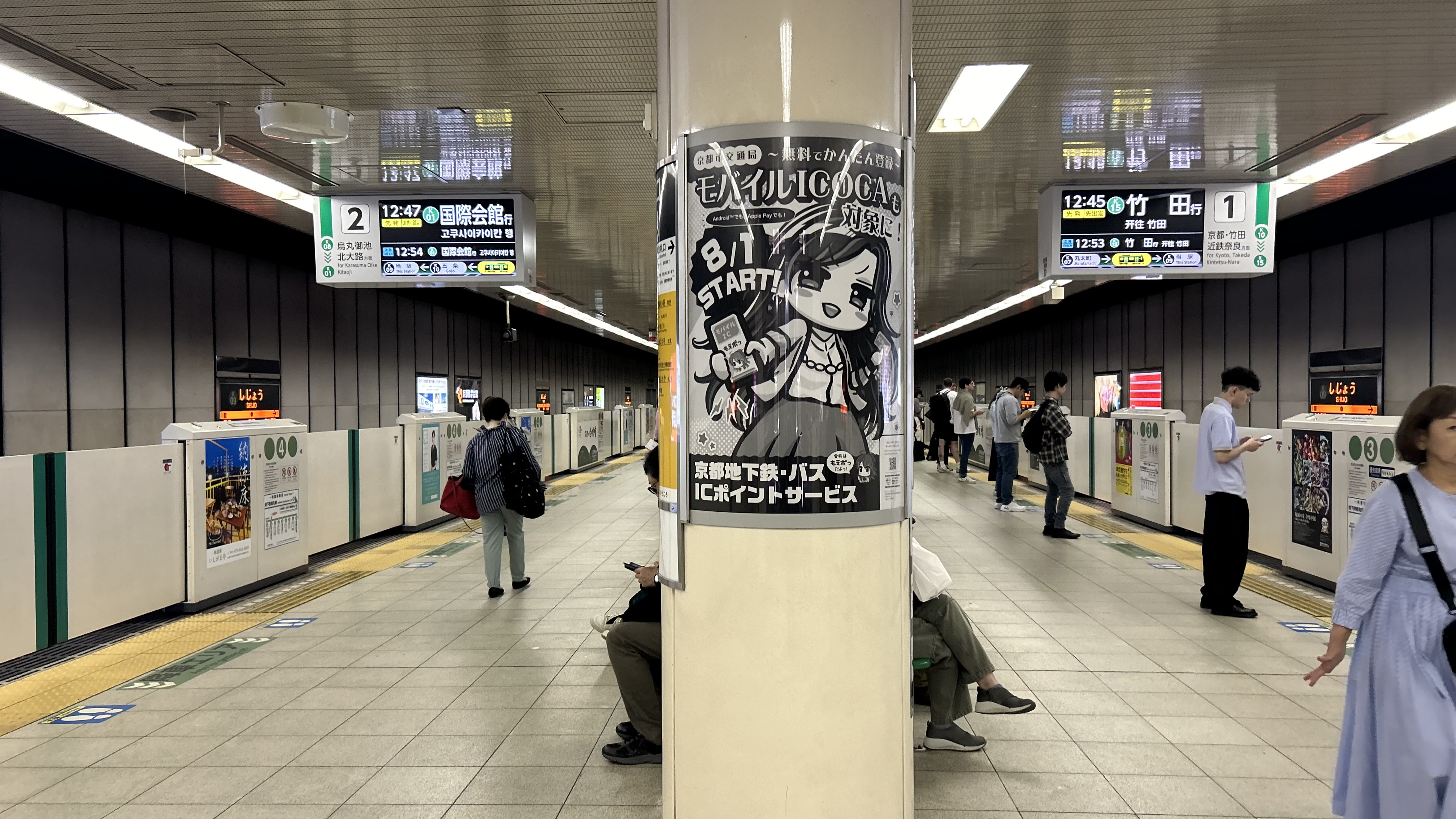
ホーム
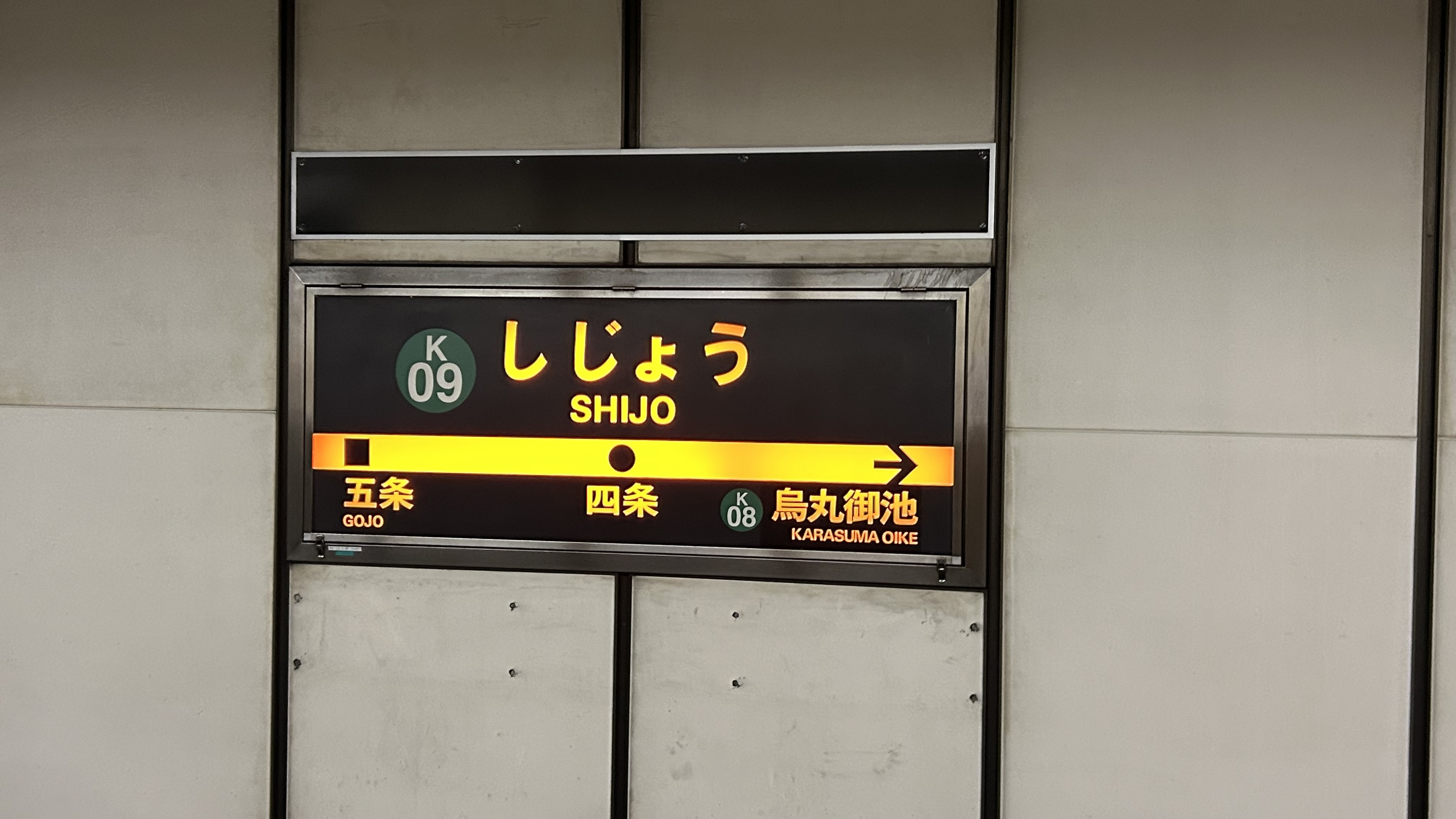
駅名標

### 出入口
阪急線内出口1番～12番は京都河原町駅、13番～26番は烏丸駅を参照。
| 出口番号 | 方角 | 出口周辺                               | 接続改札                   | 備考             |
| -------- | ---- | -------------------------------------- | -------------------------- | ---------------- |
| 2        | 南西 | 池坊短期大学・観光案内所・コトチカ四条 | 北改札口 中改札口          |                  |
| 1        | 南東 | コトチカ四条                           | 北改札口 中改札口          | エレベーターあり |
| 4        | 南西 | コトチカ四条                           | 北改札口 中改札口 南改札口 | エレベーターのみ |
| 3        | 北東 | コトチカ四条                           | 北改札口 中改札口          |                  |
| 6        | 北西 | 下京警察署                             | 南改札口                   |                  |
| 5        | 北東 | 佛光寺・平等寺・京都市学校歴史博物館   | 南改札口                   |                  |
| 連       | -    | 阪急烏丸駅                             | 北改札口 中改札口          |                  |

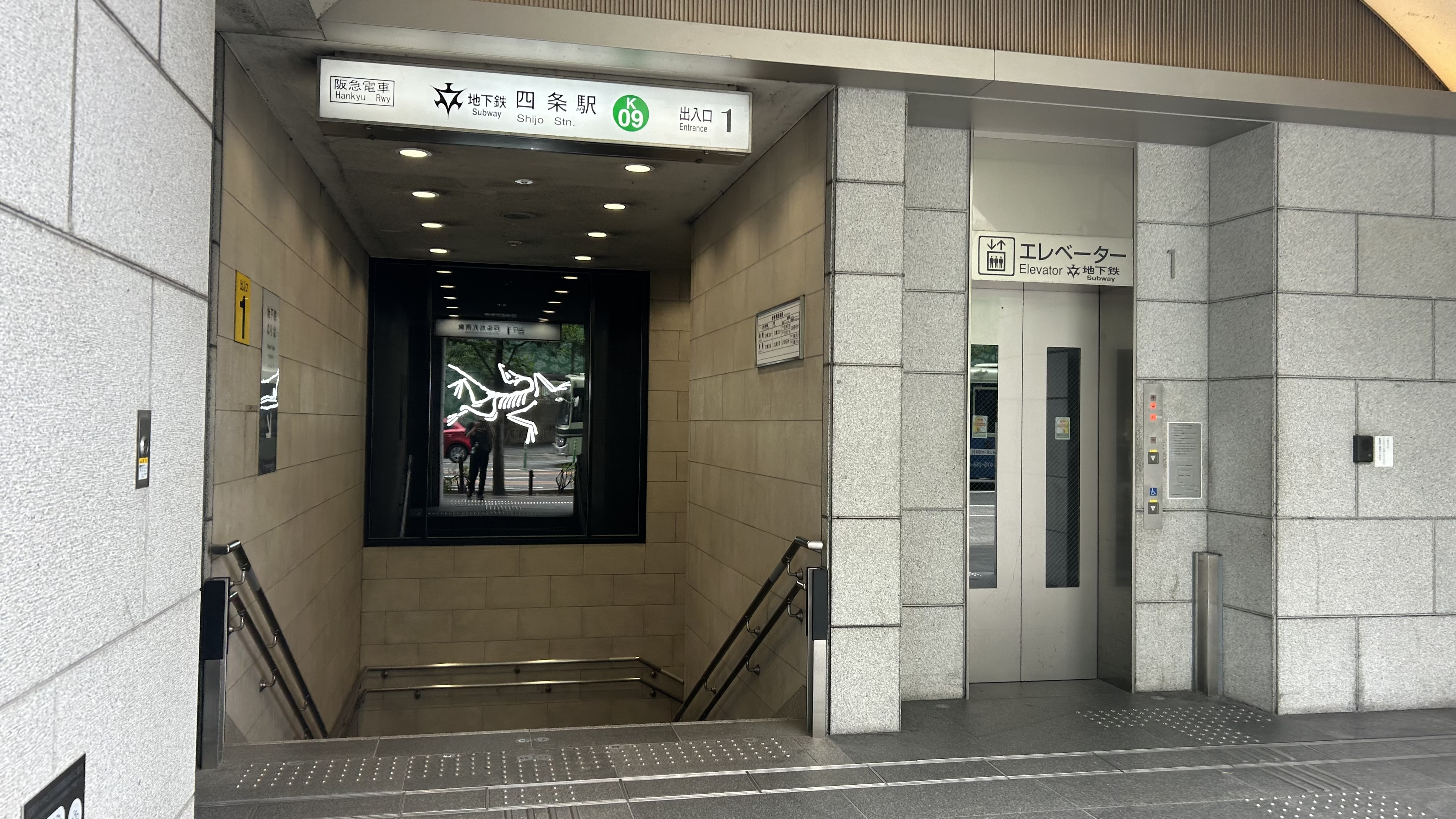
1番出入口
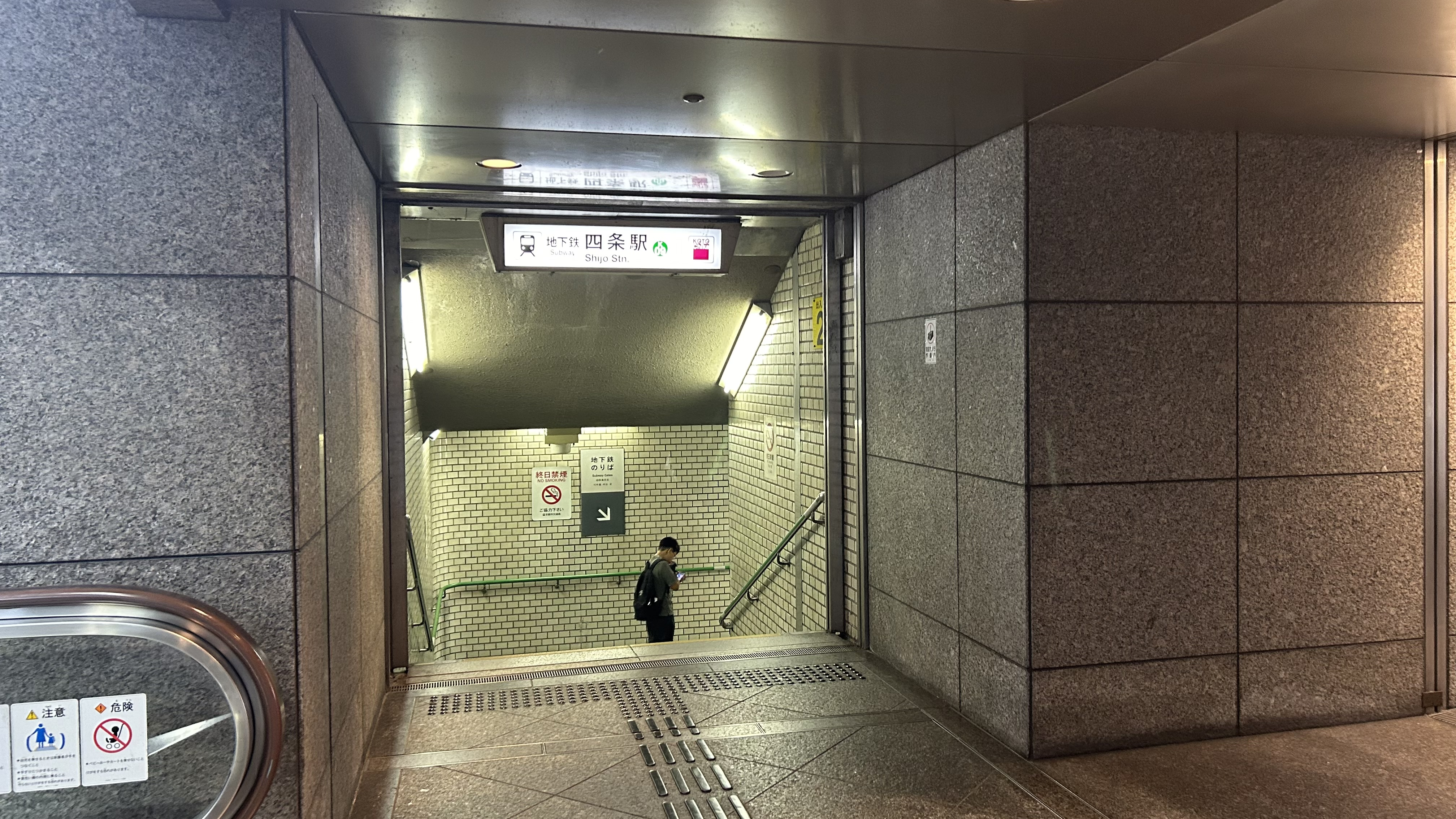
2番出入口
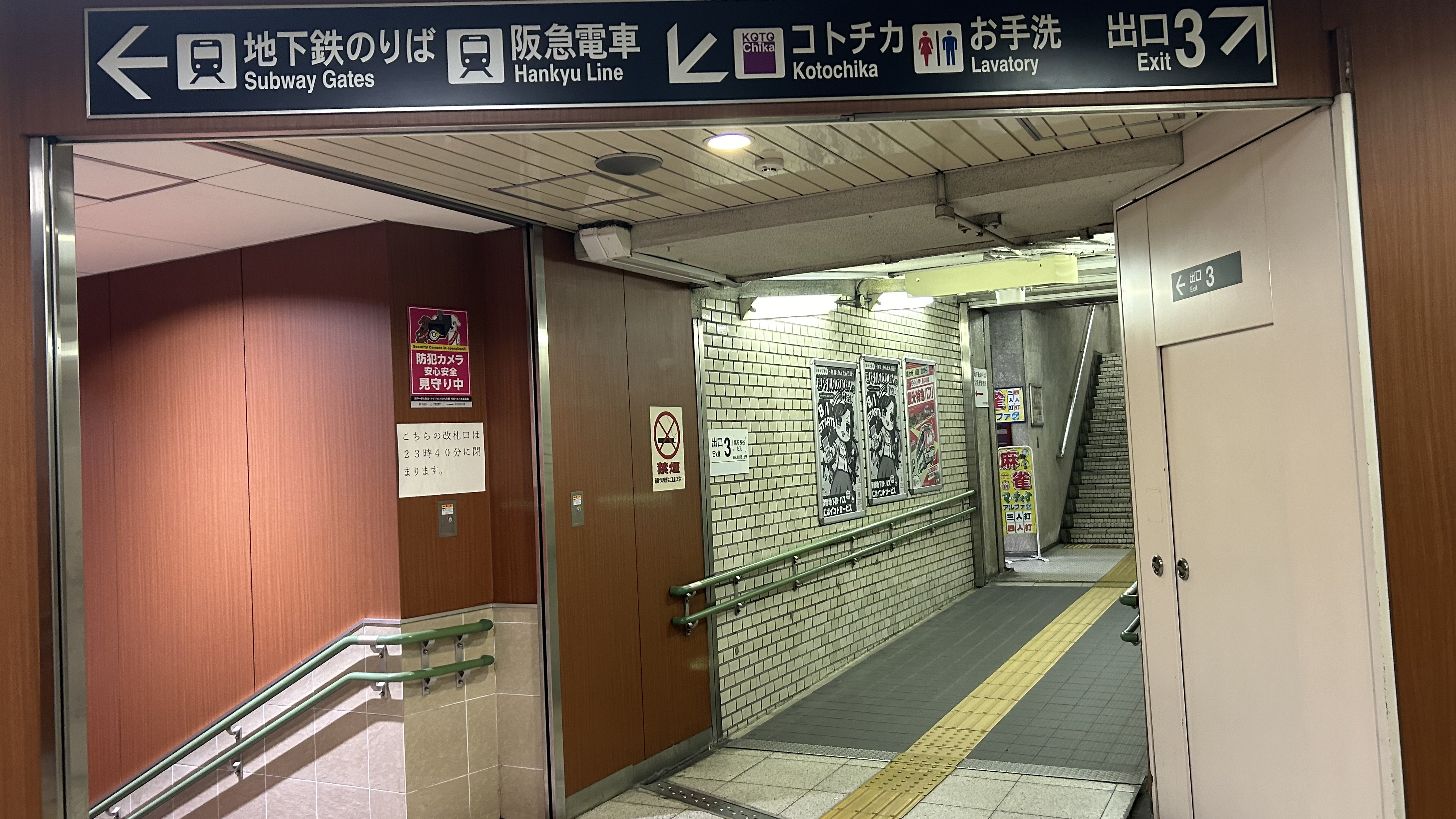
3番出入口
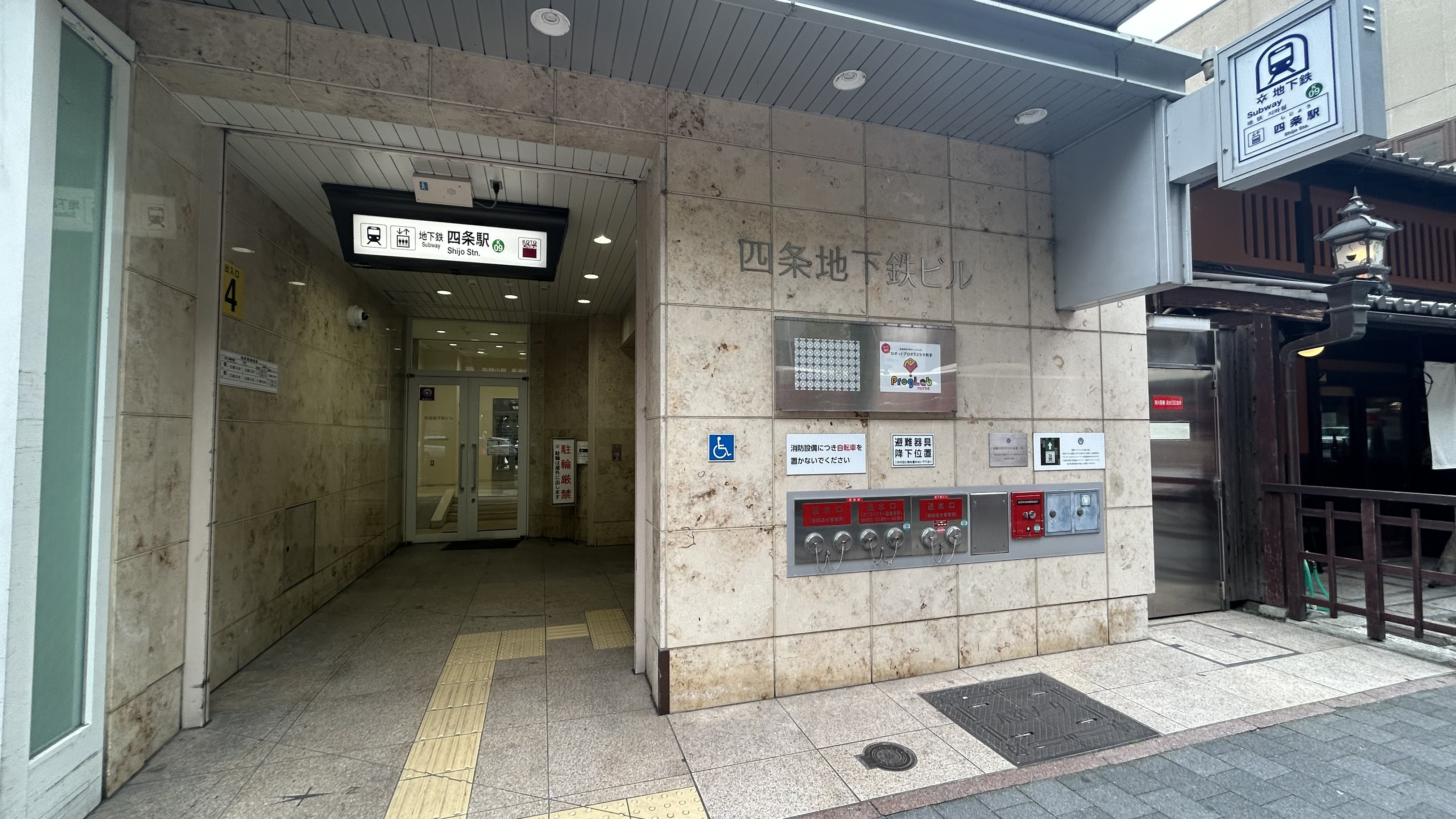
4番出入口
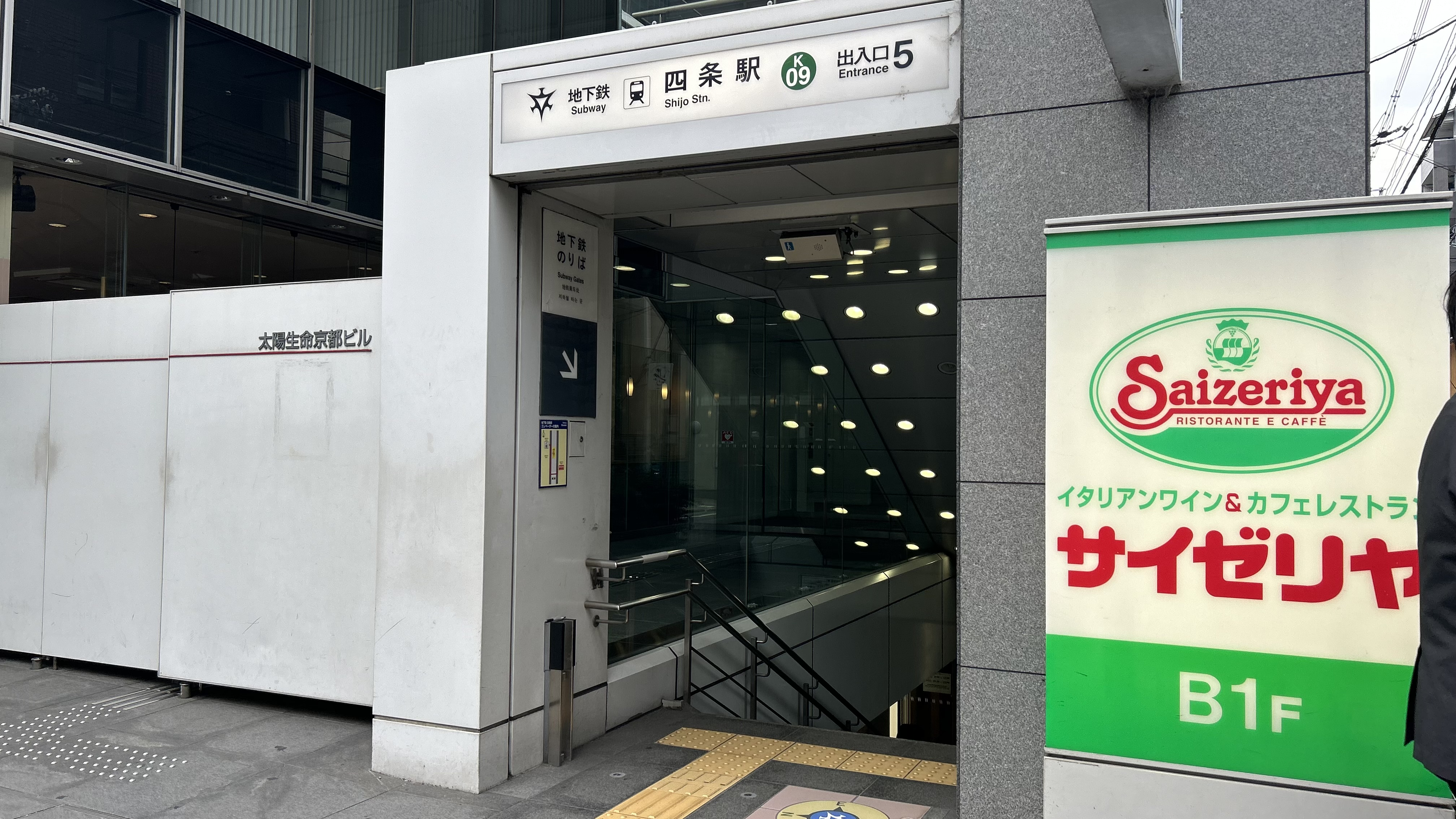
5番出入口
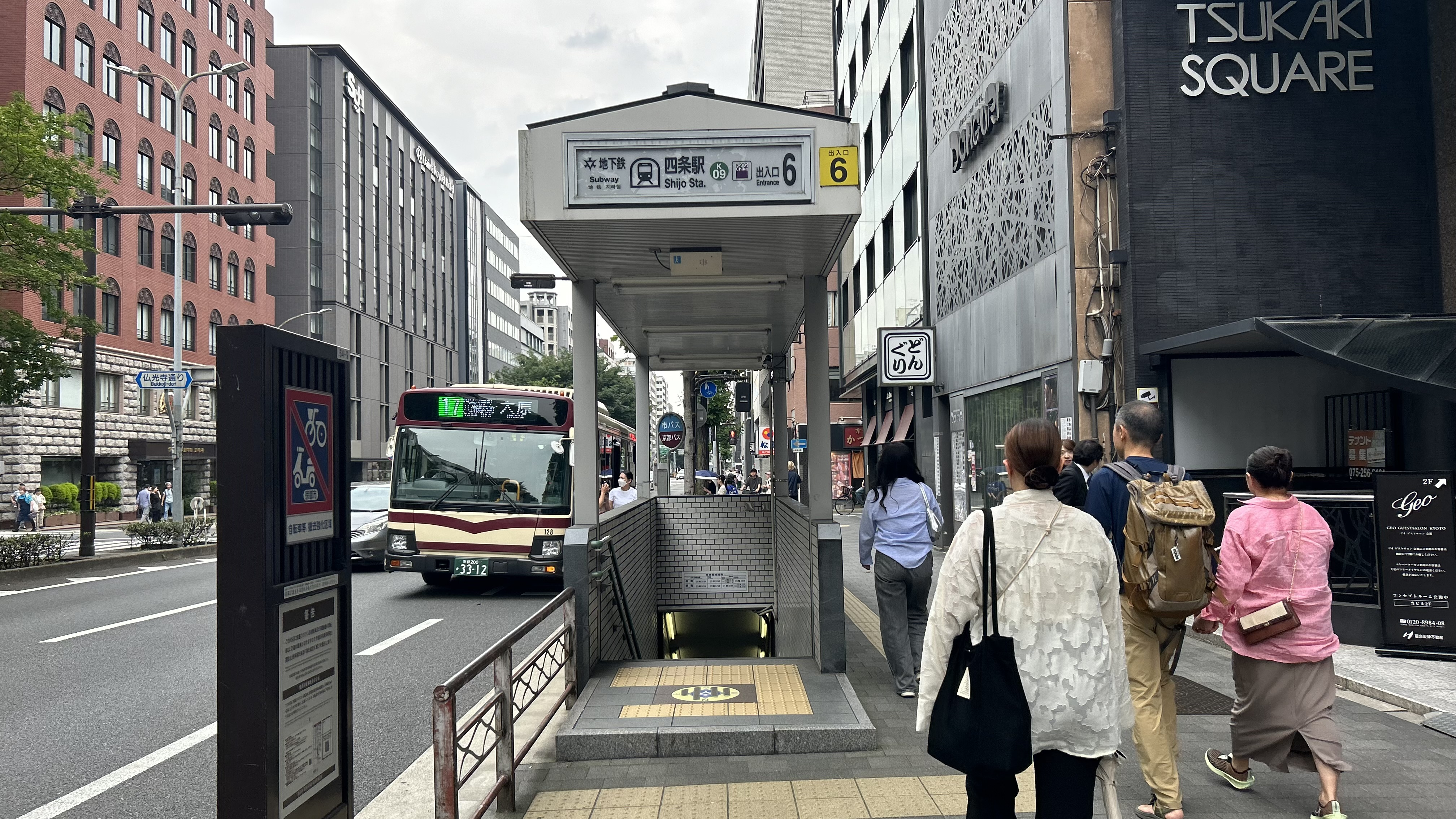
6番出入口
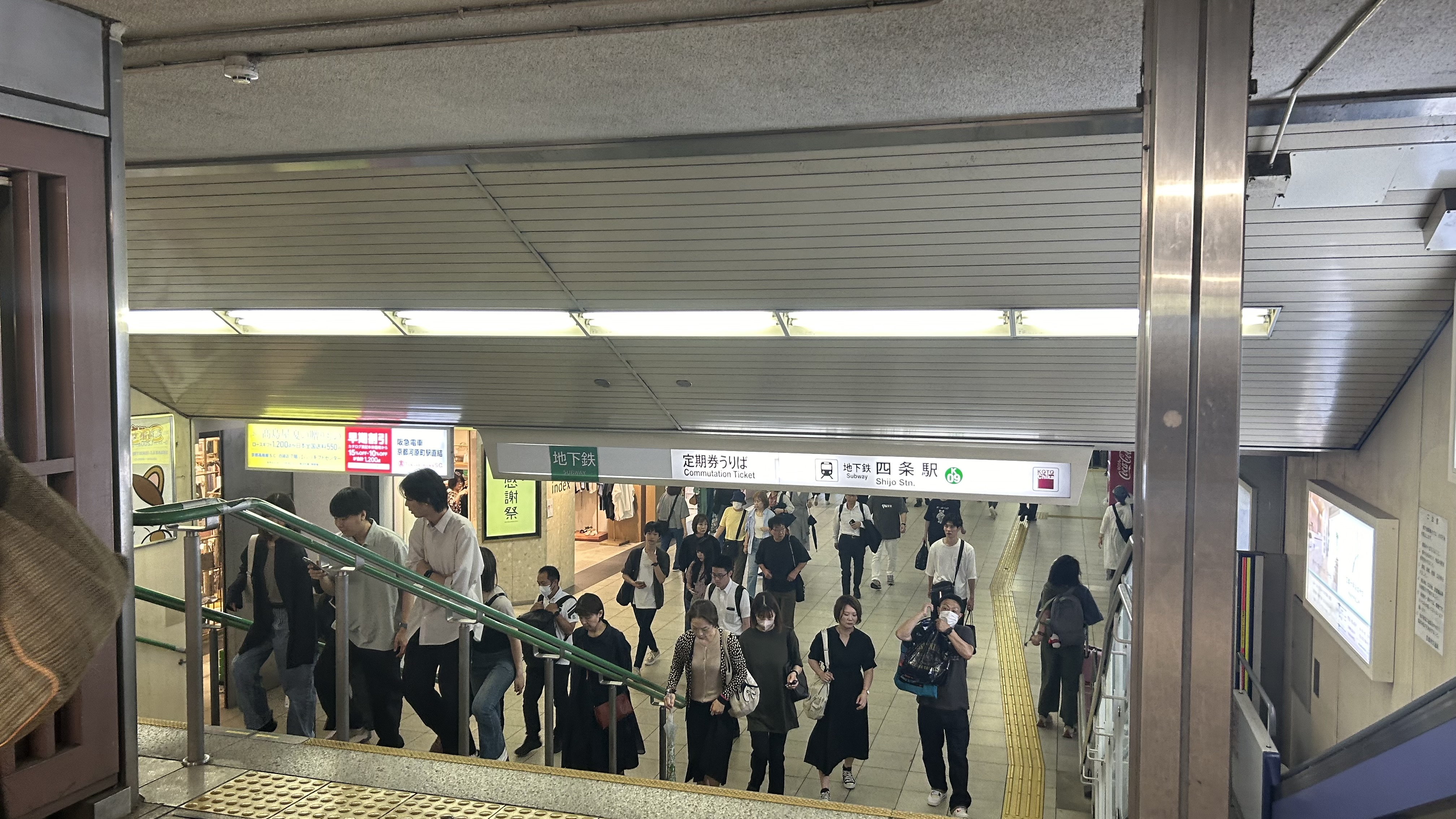
連絡出入口

## 利用状況
2024年（令和6年）度の1日平均の乗降人員は103,026人である。この数は京都市営地下鉄の全駅中、京都駅に次いで2番目に多い。
各年度の1日平均乗車・乗降人員数は下表のとおり。
| 年度               | 1日平均 乗降人員 | 1日平均 乗車人員 |
| ------------------ | ---------------- | ---------------- |
| 1998年（平成10年） |                  | 45,329           |
| 1999年（平成11年） | 88,588           | 44,117           |
| 2000年（平成12年） | 88,636           | 44,176           |
| 2001年（平成13年） | 90,941           | 45,355           |
| 2002年（平成14年） | 91,052           | 45,373           |
| 2003年（平成15年） | 91,477           | 45,554           |
| 2004年（平成16年） | 90,148           | 44,867           |
| 2005年（平成17年） | 89,765           | 44,723           |
| 2006年（平成18年） | 89,032           | 44,350           |
| 2007年（平成19年） | 88,811           | 44,176           |
| 2008年（平成20年） | 86,877           | 43,354           |
| 2009年（平成21年） | 84,663           | 42,195           |
| 2010年（平成22年） | 85,796           | 42,853           |
| 2011年（平成23年） | 87,097           | 43,499           |
| 2012年（平成24年） | 88,519           | 44,207           |
| 2013年（平成25年） | 91,126           | 45,515           |
| 2014年（平成26年） | 94,111           | 47,003           |
| 2015年（平成27年） | 97,000           | 48,453           |
| 2016年（平成28年） | 97,980           | 48,941           |
| 2017年（平成29年） | 99,307           | 49,604           |
| 2018年（平成30年） | 102,351          | 51,127           |
| 2019年（令和元年） | 103,411          | 51,645           |
| 2020年（令和02年） | 64,933           | 32,472           |
| 2021年（令和03年） | 72,324           | 36,209           |
| 2022年（令和04年） | 88,018           | 44,195           |
| 2023年（令和05年） | 101,362          | 50,312           |
| 2024年（令和06年） | 103,026          |                  |

## 駅周辺
当駅周辺は京都市を代表するビジネス街・金融街である。市の中心繁華街である四条河原町も徒歩圏内である。
かつて当駅と同じ駅名を名乗っていた京阪電気鉄道京阪本線の祇園四条駅とは、1キロメートル以上離れている（阪急京都河原町駅から四条大橋をわたってすぐ）。

## 隣の駅
京都市営地下鉄
 烏丸線
烏丸御池駅 (K08) - 四条駅 (K09) - 五条駅 (K10)
- 括弧内は駅番号を示す。